# 朝阳镇 (洛阳市)
朝阳镇，是中华人民共和国河南省洛陽市孟津区下辖的一个乡镇级行政单位。

## 行政区划
朝阳镇下辖以下地区：
朝阳村、南陈庄村、向阳村、郑家凹村、南石山村、杨凹村、小梁村、卦沟村、张阳村、瓦店村、北陈庄村、石家沟村、游王庄村、阎凹村、伯乐村、师家庄村、大姚凹村、廛沟口村、徐家沟村、高沟村、崔沟村、官庄村、魏家坡村、周寨村、刘家寨村、中后李村和煤窑新村。

## 中国传统村落
2013年8月，卫坡村被评为第二批中国传统村落。